# Luciano Savorini
Luciano Savorini (Argenta, 3 ottobre 1885 – Bologna, 30 ottobre 1964) è stato un ginnasta italiano, medaglia d'oro nella gara di concorso a squadre di Ginnastica ai Giochi olimpici di Stoccolma 1912 (squadra composta, oltre da Savorini, da Pietro Bianchi, Guido Boni, Alberto Braglia, Giuseppe Domenichelli, Carlo Fregosi, Alfredo Gollini, Francesco Loi, Luigi Maiocco, Giovanni Mangiante, Lorenzo Mangiante, Serafino Mazzarocchi, Guido Romano, Paolo Salvi, Adolfo Tunesi, Giorgio Zampori, Umberto Zanolini, Angelo Zorzi).

## Palmarès
| Anno | Manifestazione  | Sede      | Evento             | Risultato |
| ---- | --------------- | --------- | ------------------ | --------- |
| 1912 | Giochi olimpici | Stoccolma | Concorso a squadre | Oro       |